# Dywizjon Konny Policji Państwowej w m. st. Warszawie

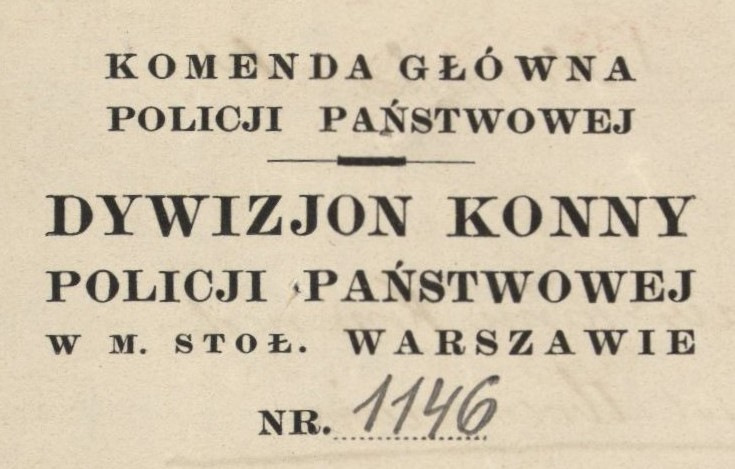
Nazwa jednostki na papierze firmowym

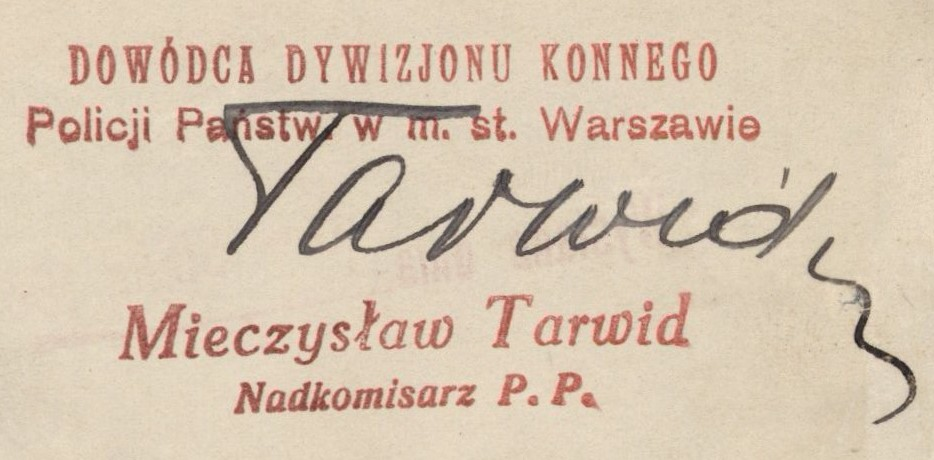
Parafa i pieczątka imienna dowódcy dywizjonu

Dywizjon Konny Policji Państwowej w m. st. Warszawie – jednostka organizacyjna Policji Państwowej, utworzona w 1936 w Warszawie.

## Historia dywizjonu
Oddział został utworzony w Warszawie przy Komendzie Głównej Policji Państwowej na podstawie zarządzenia ministra spraw wewnętrznych z 28 sierpnia 1936 o utworzeniu Dywizjonu Konnego Policji Państwowej w m. st. Warszawie. Jednostka przeznaczona była do „specjalnych zadań służby bezpieczeństwa” na terenie miasta stołeczego oraz poszczególnych województw. O użyciu dywizjonu decydował minister spraw wewnętrznych.
Na czele dywizjonu stał dowódca – oficer PP. Administracyjnym i taktycznym organem pracy dowódcy było dowództwwo dywizjonu. Dywizjon składał się z dowództwa i trzech szwadronów. Każdy szwadron składał się dowódcy (oficera), pocztu dowódcy i trzech plutonów. W skład poszczególnych plutonów wchodził dowódca (oficer lub wyjątkowo starszy przodownik), cztery sekcje po 6 konnych szeregowych i pół sekcji łączników konnych.
W wypadku wydzielenia plutonu do samodzielnego działania przez dłuższy czas, komendant główny PP miał uzupełnić jego skład służbą administracyjną.
Przy dowództwie dywizjonu komendant główny PP mógł tworzyć oddziały remontu dla potrzeb Policji Państwowej i ustalać ich etaty.
18 czerwca 1939 dywizjon uroczyście obchodził 20 rocznicę powstania. Uroczystości rozpoczęto mszą świętą w kościele NMP Częstochowskiej przy ul. Łazienkowskiej. Po nabożeństwie komendant główny PP dokonał przeglądu dywizjonu oraz wręczył proporce dowództwa dywizjonu oraz 1. i 2. szwadronu. Następnie generał Kordian Józef Zamorski przyjął defiladę dywizjonu. Później generał Zamorski udał się do koszar 2. szwadronu przy ul. Podchorążych 38, gdzie dokonał przeglądu taboru dywizjonu. Dalsza część uroczystości odbyła się w świetlicy 2. szwadronu. Przy wejściu do świetlicy generał Zamorski został powitany przez najstarszych funkcjonariuszy, którzy w dywizjonie służyli od 20 lat, a wśród nich lekarza weterynarii Ignacego Grymińskiego. W trakcie przemówienia nadkom. Tarwid podziękował komendantowi głównemu PP między innymi za „podniesienie Dywizjonu Konnego do rzędu jednostek kawalerii wojskowej”, a następnie wręczył mu pierwszą odznakę pamiątkową Dywizjonu Konnego. Później generał Zamorski wręczył odznaki pamiątkowe oficerom i szeregowym dywizjonu. Uroczystość zakończono wspólnym śniadaniem.

## Funkcjonariusze PP
- dowódca dywizjonu – nadkom. (rtm. rez.) Mieczysław Tarwid (1936–1939)
- st. post. (ppor. kaw. rez.) Zygfryd Dardas[b]

Funkcjonariusze PP pełniący służbę w dywizjonie we wrześniu 1939, zamordowani wiosną 1940 w Kalininie
- st. post. Stanisław Gawłowski[6]
- post. Jan Julian Kontach[7]
- post. Józefat Kopiński[8]
- post. Jan Kuźniar[9]
- st. post. Władysław Mikołajczak[10]
- post. Stanisław Piątek[11]
- post. Władysław Romanowicz[12]
- post. Kazimierz Szczebiota[13]
- post. Stanisław Wojda[14]